# 克卜勒35
克卜勒35（Kepler-35）是一個聯星系統。該系統的成員星分別稱為克卜勒35A（Kepler-35A）和克卜勒35B（Kepler-35B），兩者的質量分別是太陽的89%和81%，並且都是G型恆星。這兩顆恆星相距0.176天文單位，並以20.73日軌道週期在橢圓軌道互繞。

## 行星系
該系統有一顆環聯星運轉行星克卜勒35b（Kepler-35b），屬於氣體巨行星。該行星的質量稍微超過木星的八分之一，半徑大約是木星的0.728倍。克卜勒35b以軌道週期131.458日在橢圓軌道上環繞克卜勒35聯星系統，並且軌道半長軸剛好超過0.6天文單位，只有母恆星之間軌道半長軸的3.5倍。系統中兩顆恆星因為距離相當近，並且是橢圓軌道和質量相近的關係，讓行星的軌道明顯不是克卜勒軌道的形式。天文學家的研究認為該行星一定是形成於現在的軌道之外，之後才向內遷移至現在的位置。
| 成員 (依恆星距離) | 质量     | 半長軸 (AU) | 轨道周期 (天) | 離心率 | 傾角 | 半径     |
| ----------------- | -------- | ----------- | ------------- | ------ | ---- | -------- |
| b                 | 0.127 MJ | 0.60347     | 131.458       | 0.042  | —    | 0.728 RJ |